# Парламентские выборы на Кубе (1998)
Парламентские выборы на Кубе в 5-ю Национальную ассамблею были проведены 11 января 1998 года. Ассамблея была расширена до 601 члена.

## Кампания и выборы
Выборы проходили 11 января 1998 года одновременно с выборами в 14 провинциальных ассамблей. Центральной комиссией были отобраны 601 кандидат, то есть по одному кандидату на место в парламенте. Все отобранные кандидаты были членами Коммунистической партии или поддерживающие её. На выборах они должны были получить не менее 50 % голосов. Все отобранные кандидаты были избраны. Явка составила 98,35 %. 24 февраля Фидель Кастро был в очередной раз переизбран Председателем Государственного совета.

## Результаты
| Тип голосования                    | Голоса    | %   | Места |
| ---------------------------------- | --------- | --- | ----- |
| По всему списку                    | 7 533 222 | 100 | 601   |
| По отдельным кандидатам голоса     | 7 533 222 | 100 | 601   |
| Недействительных/пустых бюллетеней | 398 007   | —   | —     |
| Всего                              | 7 931 229 | 100 | 601   |
| Источник: IPU                      |           |     |       |